# John Thomas (atleta)
John Thomas (Boston, Massachusetts, Estados Unidos, 6 de marzo de 1941-15 de enero de 2013) fue un atleta estadounidense, especializado en la prueba de salto de altura en la que llegó a ser subcampeón olímpico en 1964 y plusmarquista mundial durante más de un año, desde el 30 de abril de 1960 al 18 de junio de 1961; su mejor marca fue de 2.22 metros.

## Carrera deportiva
En los JJ. OO. de Roma 1960 ganó la medalla de bronce en salto de altura, con un salto de 2.16 metros.
Cuatro años después, en los JJ. OO. de Tokio 1964 ganó la medalla de plata en la misma prueba, con una marca de 2.18 metros, tras el soviético Valeriy Brumel (oro también con 2.18 metros pero en menos intentos), y por delante del también estadounidense John Rambo (bronce con 2.16 metros).